# A hetednapi adventisták kritikája
A hetednapi adventisták kritikája magába foglalja a tanításaikkal, nézeteikkel, gyakorlataikkal és Ellen White „prófétaságával” kapcsolatos megfigyeléseket.
A hetednapi adventisták a tanításaikban főleg a bibliai hetedik nap, azaz a szombat szentségére és Krisztus közeli második eljövetelére, így a végidő eseményeire összpontosítanak.

## A szombat
A szombat megünneplésében elsősorban a teremtéstörténetre és a Tízparancsolat 4. pontjára hivatkoznak. Kiemelik azt is, hogy szombaton (a megváltás csúcspontja után), a törvényt betartva Krisztus is pihent a sírban.
Az adventisták a bibliai leíráshoz alkalmazkodva, a teremtéstörténetet szó szerint veszik, mi szerint hat napon át lett megteremtve a világ, „lett este és reggel”, Isten mindig a Föld teljes fordulatára várt, mielőtt a következő nagyobb tettéhez belefogott, majd végül 24 órát pihent és „megáldotta és megszentelte a hetedik napot, mert azon nyugodott el minden munkájától” – írja a Biblia.
A zsidó-keresztény hagyomány alapján a Tórát, azaz az Ószövetség első öt könyvét Isten sugalmazta Mózesnek. Ezzel szemben a mai bibliatudósok szinte egyhangúlag egyetértenek abban, hogy „Mózes könyvei” sok szerző munkája volt, amelyet több évszázadon át írtak. A mai tudomány elutasítja a bibliai teremtés szó szerinti felfogását, más ősi héber elbeszélésekkel egyetemben.
A kritikus teológusok alapján a történet Istent antropomorfisztikusan tünteti fel, hogy hat napon át teremt és a hetedik napon megpihen. Isten nem a Föld fordulatához és földi napokhoz fog igazodni a tetteiben. Nincs szüksége pihenésre sem. Nem ember ő, hogy egy napot pihenjen. A bibliai teremtéstörténetet a zsidó vallás hét napos kultuszához igazították.
A teremtéstörténet szó szerinti értelmezését még sok mai zsidó vallási közösség (konzervatív és reform) is elveti és allegóriaként értelmezik azt. Magyarázatuk alapján bár a Biblia hét napról beszél, az ókori világban a 7-et a tökéletesség számának, a hét napot pedig egy folyamat ideális hosszának tekintették. A "hét nap" mértékegysége azonban itt inkább a folyamat tökéletességére vonatkozó megállapítás, mintsem időt meghatározó kronológia.
Az Ószövetségben a zsidó próféták kiemelték azt, hogy a szombat Isten és a népe közötti jel, amit a mai adventisták is szívesen emlegetnek, magukra vonatkozóan, mint örökké tartó jelet. 
Nézetük szerint az utolsó napokban, amiben már benne élünk, a negyedik parancsolat szombatja lesz a nagy vitapont, amely Isten mai népe és vele szemben állók között áll, akik hűtlenné váltak. A prófétaasszonyuk, E. G. White látomásai között szerepelt a „vasárnapi törvény” „próféciája”, amely az utolsó napok forgatókönyvének fókuszpontja.
Ellen G. White alapján 
 »A végső küzdelem központi kérdése a szombat. A szombat lesz a nagy próbakő. A szombat jelzi a hűségesek és igazak, valamint a hűtlenek és törvényszegők közötti határvonalat.«  
 »Amerika, a vallásszabadság országa erőszakot követ el az emberek lelkiismeretén, a pápasággal egyesülve, arra kényszerítve az embereket, hogy a hamis szombatot (vasárnapot) tiszteljék, a Föld minden népét ráveszik példájuk követésére. 
1875-ben ezt írta:
A vallásszabadság megszűnik a szabadsággal kérkedő országunkban. A szombat kérdése kapcsán dől el az egész világot átjáró küzdelem. 
1888-ban jelent meg: 
 Nagy válság vár Isten népére. Országunk (az USA) nagyon gyorsan megkísérli mindenkire ráerőszakolni a hét első napjának (a vasárnap) szent napként való megünneplését.  
Ellen White a 19. század végén írta meg The Great Controversy (A nagy küzdelem) című könyvét, az Egyesült Államokban uralkodó körülmények hátterében. Világképe megoszlott a római katolikusok és a protestánsok között. Egy apró adventista közösséghez tartozott, amelyet nem szívesen láttak. Olyan korban élt, amikor állami és országos szintű politikusok gyakran sok mindent megtettek a vasárnapi istentisztelet betartatása érdekében. Megtapasztalta, hogy egyes államokban a szombattartókat börtönbe is zárták. Élete során sokszor elmondta, hogy a vég közeledtével a vallásszabadság megszűnik létezni az Egyesült Államokban, a protestáns vezetők szövetséget kötnek a pápasággal és a spiritizmussal és a „vasárnapi törvények” betartatása miatt a szombatünneplők üldöztetése alakul ki.
Ellen White világa már nem létezik. Az adventistáknak fel kell tenniük maguknak a kérdést: A Biblia tényleg szól arról, hogy könyörtelen vasárnapi törvényeket vezetnek be az utolsó napokban? Fel kell ismerni, hogy a vasárnapi törvény „forgatókönyve” főként csak Ellen White-nak a Jelenések próféciái értelmezésén alapul.

## Krisztus második eljövetele
Az adventisták hirdetik, hogy a küszöbön van Krisztus második eljövetele és ezzel a jelenlegi világ vége, amelyet különböző bibliai szövegekre és azok sajátos értelmezésére alapoznak. 
Nézetük szerint a végidőkre vonatkozó legtöbb bibliai prófécia teljes beteljesülése, a világ jelenlegi állapotával együtt azt jelzi, hogy ez az esemény igen hamar bekövetkezik.
Az Újszövetség több verse is olyan kijelentéseket tartalmaz, mely alapján Jézus megígérte a követőinek a visszatérését, de legtöbb esetben úgy, hogy mielőtt az a nemzedék, amelynek személyesen beszél, eltűnik:
Amikor az egyik városban üldöznek titeket, meneküljetek a másikba. Mert bizony, mondom nektek: nem járjátok végig Izrael városait, amíg el nem jön az Emberfia. 
A főpap erre így szólt hozzá: »Megesketlek téged az élő Istenre: mondd meg nekünk, te vagy-e a Krisztus, az Isten Fia?« 
Jézus azt felelte neki: »Te mondtad. De mondom nektek: most már látni fogjátok az Emberfiát a Hatalmasnak jobbján ülni, és eljönni az ég felhőin«. 
 »Bizony, mondom nektek: vannak egyesek az itt állók közül, akik nem ízlelik meg a halált, amíg meg nem látják, hogy eljön az Isten országa hatalommal.«  
 »Akkor meglátják majd az Emberfiát, amint eljön a felhőkben, nagy hatalommal és dicsőséggel. Elküldi angyalait, és egybegyűjti választottait az ég négy tája felől, a föld végétől az ég határáig. Vegyetek példát a fügefáról: amikor már zsenge az ága és a levelei kihajtottak, tudjátok, hogy közel van a nyár. Így ti is, amikor azt látjátok, hogy mindezek megtörténnek, tudjátok meg, hogy közel van, az ajtóban. Bizony, mondom nektek: nem múlik el ez a nemzedék, amíg mindezek meg nem történnek.«  
Jézus ígéretei alapján az 1. századi, legkorábbi keresztények Jézus bármely pillanatban megtörténő visszatérését várták. Majd közel 2000 éven át a keresztények számtalan nemzedékének jelentős része teljes szívvel hitte, hogy Jézus visszatérése küszöbön áll és a történelem folyamán nem egyszer időpontokat is megállapítottak ehhez. Ezek közül a 19. század közepén a millerita mozgalom, amelyik 1843-ra, majd 1844-re datálta Jézus visszatértét. Jézus visszatérése ezen dátumokon sem következett be, hanem csak a hívők nagy csalódása, amelyből aztán az adventista egyház is létrejött.
A Jézus Krisztus visszatérésének közelségébe vetett hit azonban nem veszett el, a legkorábbi adventista hívők hitét is jellemezte: Jézus hamarosan eljön! 
Ellen G. White, aki már több mint száz éve elhunyt, még a 19. század folyamán többször figyelmeztette a hívőket: A vég nagyon közel van. Ez a hit adta az energiát az adventista prédikációkhoz, az evangélizációkhoz, a közösség küldetéséhez. »Igen, Krisztus jön, nagyon hamar jön! A világnak tudnia kell. Fel kell készülnünk és figyelmeztetni kell a világot.« A 19. századi egyházalapítástól, szinte az egész 20. század folyamán állandó üzenet volt, hogy "az idő nem elég hosszú már ahhoz", hogy karriered legyen, hogy hosszabb távra berendezkedj e világban.
Elmúlt két világháború. Aztán regionális háborúk és feszültségek jöttek (Korea, Fekete-Afrika, Vietnám, Jom Kippur, kubai rakétaválság, Afganisztán, Irak, Jugoszlávia, Ukrajna stb). Az ember megjelent a világűrben és a Holdon. A tudomány hatalmasat fejlődött, de a világunk az önmegsemmisítés szélére került. Napjainkban az adventisták a hírekből szóló aktuális, – természeti, társadalmi – katasztrófákat próbálják összekapcsolni a keresztény Szentírás kijelentéseivel. Olyan témákat osztanak meg egymással és a kívülállókkal, amelyektől remélik, hogy "felébresztik" vagy a megtérésre ösztönözve megijesztik őket, mert Krisztus visszatérte "küszöbön áll". Egyesek számára termékeny talajjá válik az összeesküvés-gondolkodáshoz.
Az adventisták bár felhagytak Krisztus visszatérte pontos dátumának meghatározásával, de a kritikusok nem tudják megérteni, hogy az egyház teológusai és hívei miért nem tudják elfogadni a prófécia kudarcát? Kétezer év eltelt azóta, hogy Jézus – az evangéliumok alapján – kijelentette, hogy hamarosan, a kortársai halála előtt visszatér, és mintegy 170 év azóta, hogy az adventisták tovább harsogják a "hamarosan" szót.

## Ellen G. White
A hetednapi adventisták ragaszkodnak ahhoz, hogy a hitvallásuk csak a Bibliára támaszkodik. Ezt az állítást azonban megkérdőjelezi, hogy egyidejűleg elkötelezettek Ellen G. White próféciái mellett, amelyeket az egyház számára mérvadónak tekintenek.
Az adventista hitelvek alapján:
Szentírás arról tanúskodik, hogy a Szentlélek egyik ajándéka a prófécia. Ez az ajándék a maradék egyház azonosító jele, és úgy gondoljuk, hogy Ellen G. White szolgálatában nyilvánult meg. Írásai prófétai tekintéllyel beszélnek, és vigaszt, útmutatást, tanítást és helyreigazítást nyújtanak az egyháznak.  
Az adventista mozgalom Ellen G. White írásait ihletettnek és hitelesnek tartja és nézetei, látomásai náluk a Biblia értelmezésének egyik kulcsává vált. Geoffrey Paxton anglikán lelkész alapján "a Biblia helyett E. G.. White-hoz fordulnak, hogy megtudják, mit üzen Isten." 
Az adventistáknak két "ihletett" igazságforrásuk van: a Biblia és Ellen G. White írásai. Védekezve ők azt mondják, hogy a Biblia az elsődleges útmutatási forrásuk. Ezt nevezik "nagyobb fénynek", White írásait pedig "kisebb fénynek". Hisznek benne, hogy amit Ellen G. White írt, az eredeti, amelyet Isten Lelke mutatott meg és sugalmazott neki.
Egy szombatot ünneplő adventista csoport már a Hetednapi Adventista Egyház megalakulása előtt elutasította Ellen White isteni ihletettségét és a  látomásait. Ők Gilbert Cranmer (1814–1903) vezetésével akkor Church of God (Isten Egyháza) néven váltak ismertté. Nézetük szerint White vízióit a gyermekkori balesete okozta. White vízióinak állandó motívuma az volt az, hogy Isten csak általa és az ő csoportjával dolgozik. Akik máshova tartoztak, azokat szerinte "Sátán elragadta".
1856-ban, a Battle Creekben megtartott konferencia ideje alatt egy olyan víziót látott a konferencia tagjairól, amely alapján "egyesek meghalnak, mások életben maradnak a hét csapás idejéig, mások addig, amíg át nem változnak Krisztus visszatérésekor." Azóta mindenki meghalt.
Az egyházon kívül és belül is számosan vádolták meg E.G. White-ot plagizálással. Ezek közül az egyik, a Conybeare és Howson, a 19. század egyik nagy kiadója által indított per, Ellen G. White és kiadója, a The Review & Herald ellen volt. Eszerint a Conybeare és Howson kiadó 1855-ös könyvéből Ellen G. White kiterjedt másolatot vett át az ugyanebben az évben kiadott Sketches from the Life of Paul (Vázlatok Pál életéből) című könyvébe. A bizonyítékkal szembesülve az adventisták abbahagyták Ellen White e könyvének kiadását, és nem is adták ki újra, amíg a Conybeare és Howson szerzői joga le nem járt.
A plágiumvádakra reagálva 2017-ben Robert Olson, az adventista Ellen G. White Estate titkára úgy védekezett, hogy "Az egyház nem tagadja White asszony másolásának felhalmozott bizonyítékait... de White-nak olyan memóriája volt, hogy sok esetben öntudatlanul használta más írók kifejezéseit és szóválasztásait". 
A cikkíró szerint a pszichológusok vizsgálták a jelenséget, és nem találtak bizonyítékot arra, hogy az emberek képesek lennének valaki más által írt teljes részeket felmondani, abban a hiszemben, hogy a sajátjaik.
Az adventista egyházon belül is hosszú ideje vita folyik arról, hogy E. G. White írásai mennyire sugalmazottak. A legtöbb adventista hívő az egyház hitelvei alapján azt állítja, hogy prófétaként az ihletettség minősége ugyanaz, mint a Biblia szerzőinél. Eközben mások ezzel ellentétes álláspontot képviselnek, hogy írásai nem Istentől ihletettek.
John Stephen McCullagh ausztrál adventista lelkész és evangélista volt. Évekig szorosan együttműködött Ellen White-tal, és jelentősen hozzájárult az adventizmus fejlődéséhez. Miután szembesült White másolmányaival, elutasította, hogy a „prófétanő” Isten Lelke által szólt a hívőkhöz, otthagyta az adventistákat és a Sion Keresztény Katolikus Apostoli Egyházhoz csatlakozott.
A kelet-európai adventizmus úttörője és misszionáriusa, L. R. Conradi, – aki jelentős mértékben hozzájárult a közösség terjedéséhez és akinek a 20. század első felében magyarul is számos adventista műve jelent meg, – élete végén határozottan elutasította E. G. White prófétai autoritását, és szakított az egyházzal, a hetednapi baptisták tagja lett.
White „prófétaasszony” egyik másik kritikusa Walter T. Rea (1922–2014) egykori hetednapi adventista lelkész volt, aki 1982-ben kiadta a The White Lie (A fehér hazugság) című könyvet (White = fehér), amelyben E. G. White másolatairól számolt be. Könyvében azt állította, hogy White írásainak akár 80-90%-a is plagizálva volt.

## Egyéb, keresztény nézetek
Az adventisták a Biblia tévedhetetlenségét vallják, hogy az Isten szava  és „minden tanításában hibamentes”. Így szó szerint elfogadják a bibliai őstörténetet, a teremtéstörténet, a bűneset, az özönvíz, a Sínai-hegyi törvényadás vagy a zsidók honfoglalásának elbeszélését stb.
Nézetük szerint a Tórát maga Mózes próféta írta. Ezzel szemben ma már a legtöbb bibliatudós egyetért abban, hogy Mózes öt könyve nem egy szerző műve, és hogy ezek is egy jóval későbbi korban születtek az állítólagos Mózes idejénél. 
A bibliai őstörténetek feltételezhetően szájhagyomány útján terjedtek, akár évszázadokon keresztül, mielőtt lejegyezték volna. A teremtés történetének például két, egymástól kissé eltérő változata jött létre (ld. 1Móz 1. és 2. része). A Józsué könyve kissé másképp festi le Kánaán meghódítását, mint a Bírák könyve. A mai történészek között a legelfogadottabb nézet az, hogy Mózes könyvei vagy a Józsué könyve nem tényszerű beszámolók a történelmi eseményekről.
A Biblia tévedhetetlenségének nézetét igen sokan, még keresztény és zsidó vallási csoportok és vezetők kritizálják.
Az adventisták még egyes bibliai szavaknak is nagy jelentőséget tulajdonítanak. A korai őskeresztények megelégedtek Jézus apostolainak beszámolóival és az apostolok követőinek másodkézből származó beszámolóival. A történetek hosszú ideig szájhagyomány útján terjedtek. Amikor az evangéliumokat és az Újszövetség többi részét elkezdték leírni, e szövegek hagyományozódása során a közkézen forgó iratok sok változáson mentek keresztül. A kézzel írt másolások folytán figyelmetlenségből egyes szavakat kihagytak, néha akár egész mondatokat, vagy épp megismételték azokat, változott a fogalmazásmód, egyes szavakat megváltoztattak, a bizonyítható pontatlanságokat kijavították és így tovább. A fennmaradt újszövetségi szövegek egyik szembetűnő jellegzetessége, hogy az iratok legkorábbi másolatai sokkal jobban különböznek egymástól, mint a későbbi középkoriak, amelyek már szigorúbb ellenőrzés alatt készültek.
A szentírási könyvek közül számtalanról derült ki, hogy nem is az a szerző és nem abban a korban keletkezett, mint ahogy korábban a hagyomány tartotta róla. Dániel könyvének például nem a bibliai Dániel volt a szerzője, az újszövetségi evangéliumoknak sem az ún. evangélisták, és több, Pálnak vagy Péternek tulajdonított levélről derült ki, hogy pszeudoepigráf: más valakik írták az ő nevük alatt, egy kicsit későbbi időben.